# Obsessed (film)
Obsessed, noto anche col titolo Obsessed - Passione fatale, è un film thriller del 2009 diretto da Steve Shill e interpretato da Idris Elba, Beyoncé Knowles, Ali Larter. Il film è stato distribuito nelle sale italiane il 17 luglio 2009.

## Trama
Derek Charles, importante e benestante uomo d'affari, è felicemente sposato con Sharon e padre di Kyle. Un giorno Derek conosce Lisa Sheridan, l'attraente nuova segretaria del suo ufficio, con cui inizialmente stringe un rapporto cordiale; Lisa comincia però a dimostrarsi invadente e, alla festa di Natale dell’ufficio, tenta di sedurre Derek, che la rifiuta. Il giorno dopo, mentre Derek si prepara a uscire dal parcheggio dell’ufficio, Lisa lo ferma, sale in auto e, dopo essersi scusata per il suo comportamento alla festa di Natale, si spoglia di fronte a lui, che la respinge di nuovo e la caccia dalla propria auto. Il giorno dopo, Derek è intenzionato a parlare al suo capo del comportamento di Lisa, ma questi lo informa che la donna è stata sostituita da un'altra assistente e pertanto non verrà più in quell'azienda; Derek pensa dunque che sia finita. Dopo alcuni giorni, Derek deve partire per un viaggio di lavoro con alcuni suoi colleghi. Una volta giunto in albergo, s'imbatte nuovamente in Lisa, che gli fa altre profferte. Dopo essere stata rifiutata per l’ennesima volta, Lisa tenta il suicidio seminuda nella stanza di Derek, che, appena la trova, chiama i soccorsi. In ospedale la ragazza viene ritenuta una vittima e viene così chiamata la polizia; Lisa racconta d'avere una relazione con Derek. Scoperto il tutto, Sharon crede alla versione di Lisa e chiede il divorzio dal marito; Lisa sparisce per diversi giorni e Derek riesce a riavvicinarsi alla moglie, ma, quando ritorna, Lisa diventa sempre più aggressiva: prima rapisce il piccolo Kyle, per poi farlo ritrovare nell’auto di Derek, infine entra furtivamente nella casa dei due coniugi. Al rientro in casa di Sharon, che ha ormai capito come stanno davvero le cose, avviene un violento scontro tra le due donne, al cui termine Lisa troverà la morte precipitando dal piano superiore dell'appartamento.

## Accoglienza
Beyoncé Knowles è stata nominata ai Razzie Awards 2009 come peggior attrice protagonista, mentre Ali Larter come Peggior attrice non protagonista.

## Riconoscimenti
- MTV Movie Awards 2010
  - miglior combattimento (Beyoncé Knowles-Ali Larter)